# 조 바이든
조지프 로비넷 바이든 주니어(영어: Joseph Robinette Biden Jr., i/ˈdʒoʊsəf ˈrɑːbɪˌnɛt ˈbaɪdən ˈdʒunjər/, 1942년 11월 20일~)는 미국의 정치인으로 제46대 미국의 대통령이다. 2021년 1월 20일 임기를 시작하였다. 1973년부터 2009년까지 델라웨어주 연방 상원의원으로 재직했으며, 2009년부터 2017년까지 오바마 행정부에서 제47대 부통령을 지냈다. 2024년 미국 대통령 선거(※도널드 트럼프가 당선)에는 중도에 사퇴, 출마하지 않았다.
2017년 1월 13일, 퇴임을 앞두고 넬슨 록펠러(1977년), 휴버트 험프리(1980년, 추서)에 이어 부통령으로서는 역대 세 번째로 대통령 자유 훈장을 받았다. 바이든이 받은 것은 그 중에서도 특별훈장(Presidential Medal of Freedom with Distinction)으로, 부통령으로서는 유일하며 역대 대통령 중에서도 로널드 레이건만이 받은 훈장이다.

## 생애

### 어린 시절
조 바이든은 1942년 11월 20일, 펜실베이니아주 스크랜턴에서 아일랜드계 미국인 가계인 조지프 로비넷 바이든 시니어(1915~2002)와 캐서린 유지니아 진 바이든(혼전 성씨: 피니건·Finnegan, 1917~2010) 부부의 맏아들로 태어났다.
10세 때 부모를 따라 델라웨어주로 이주하여 그곳에서 성장하였다.

### 초기 경력

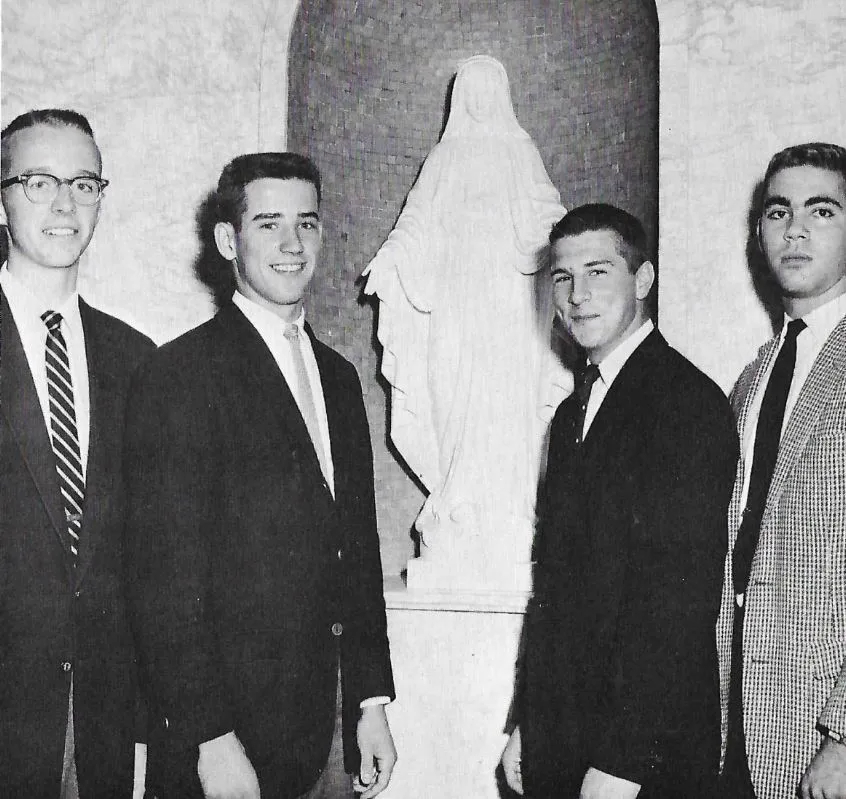
아키미어 아카데미 재학 중의 바이든(왼쪽에서 두 번째)

델라웨어 대학교에서 사학과 정치학을 전공한 후, 시러큐스 대학교 법학대학원에서 법무박사 학위를 얻었다.
델라웨어주 변호사 자격을 얻고 윌밍턴에서 변호사로 활동하다가 1970년 뉴캐슬군 의회 의원으로 선출되어 공직 활동을 시작했다.
1972년 만 29세의 젊은 나이에 민주당 소속으로 연방 상원의원 선거에 출마하였다. 당시 공화당 후보는 델라웨어주에서 오랜 경력을 가진 현직 상원의원 J. 케일럽 보그스였는데, 민주당에서 그의 아성을 꺾을 후보는 없었다고 여겨져 경험이 일천한 바이든은 출마에 의의를 두고 나선 것이었다. 상대 공화당 후보는 리처드 닉슨 대통령의 강력한 지원을 받은 반면, 바이든은 당선 가능성이 희박했으므로 민주당에서조차 그에게 별다른 기대를 하지 않았다. 그러나 바이든은 11월에 치러진 선거에서 상대 후보를 1% 차로 꺾는 이변을 연출하며 전국적인 주목을 받게 되었다. 이로써 바이든은 미국 역사상 다섯 번째로 젊은 나이에 상원의원의 자리에 오를 수 있게 되었으며, 현재까지 미국에서 최연소 상원의원이라는 기록을 세우게 되었다. 그러나 이러한 기쁨도 잠시였고 그로부터 한 달 가량이 지난 후인 12월 18일 그의 부인과 자녀들이 교통사고를 당해 부인과 딸은 사망했고, 두 아들은 중상을 입었다. 이 충격으로 상원의원직을 포기할 생각까지 했으나, 주변의 만류와 도움으로 의원직을 수락하기로 했다. 이듬해 초, 국회의사당 대신 아들들이 입원한 병실에서 상원의원 선서를 하였다. 두 아들은 그 후 회복되었으며, 바이든은 1977년 질 트레이시 제이컵스와 재혼하여 딸 하나를 두었다.

### 상원의원 활동

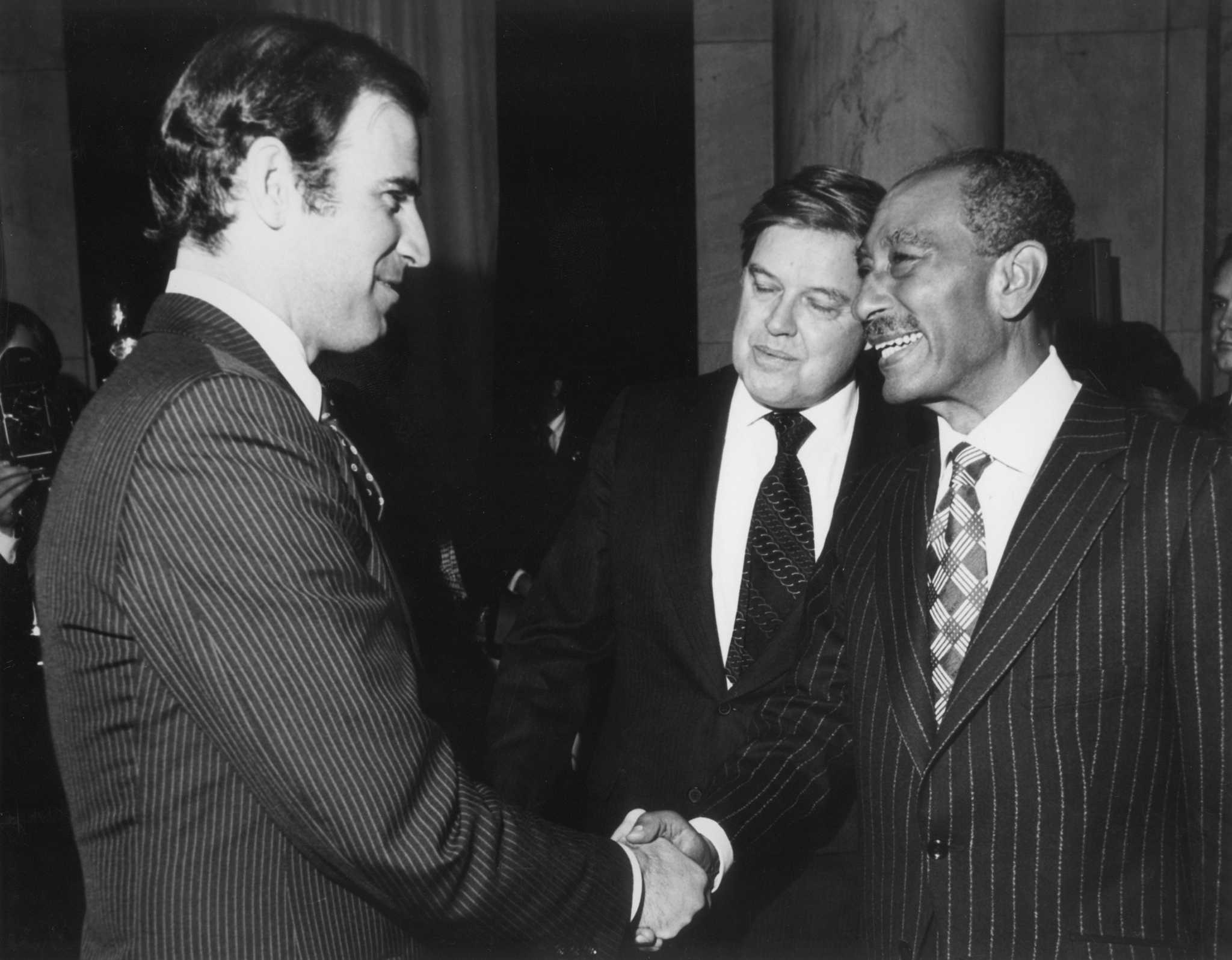
1979년 이집트·이스라엘 평화조약 회담장에서 이집트의 안와르 사다트 대통령(오른쪽)과 마주한 조 바이든 상원의원(왼쪽)

1973년부터 상원의원으로 재직하면서 그는 다양한 경력을 쌓으며 폭넓은 활동을 하였다.
이후 6년 주기의 상원의원 선거에 계속 당선되어, 2009년까지 36년간 상원의원으로 활동하며, 상원의 대표적인 거물이 되었다. 특히 그는 외교위원회와 법사위원회에서 활동하며, 외교, 국방, 법률 분야의 전문가로 명성을 떨쳤으며, 2007년 회기에 상원 외교위원회 위원장으로 재직하였다.

### 2008년 대선

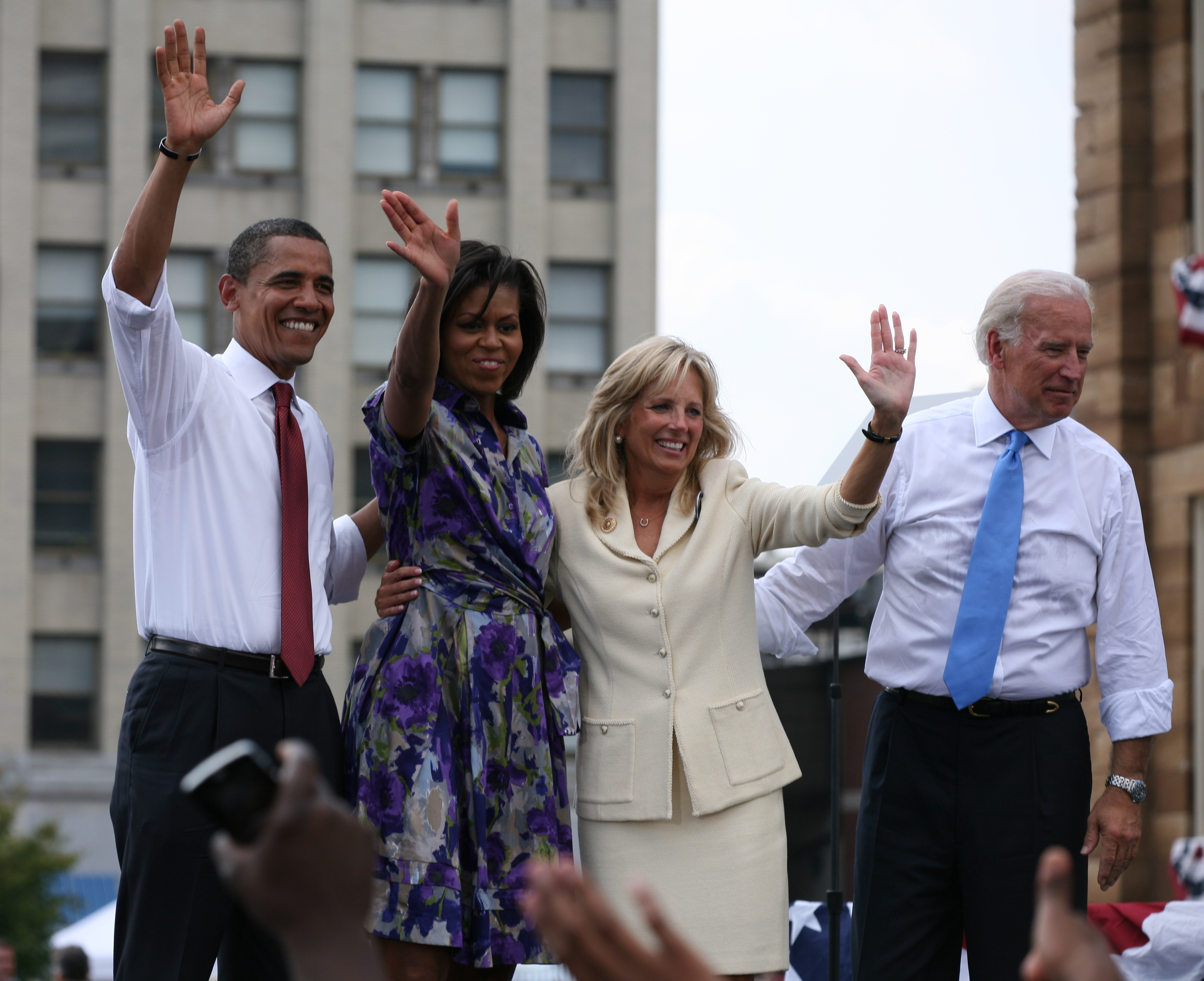
2008년 일리노이주 스프링필드에서 오바마 부부와 바이든 부부(대통령 선거 운동 중)

바이든은 1988년, 2008년 민주당 대통령 후보 경선에 나선 바 있다.
2008년 경선에서는 그의 풍부한 상원에서의 경험에도 불구하고 버락 오바마와 힐러리 클린턴에 밀려 일찌감치 경선을 포기했다. 바이든은 대통령 후보로 선출된 버락 오바마의 부통령 러닝메이트로 지명되었는데, 이는 그가 오바마의 일천한 정치 활동 경력과 오바마의 취약 분야인 외교, 국방 분야의 약점을 보완할 수 있을 것이라는 점이 작용한 것으로 분석되었다.
11월 4일 대통령 선거 결과, 버락 오바마가 승리하여 바이든은 부통령에 당선되었다. 관례에 따라 오바마 대통령보다 먼저 취임선서를 마쳤으며, 2009년 1월 20일(현지시각 정오)에 제47대 부통령으로 취임하였다. 대통령 선거와 함께 치러진 상원의원 선거에서도 승리하였으며, 그의 상원의원 의석은 델라웨어주 법에 따라 다른 사람이 승계하였다.

### 2016년 대선
바이든은 장남 보 바이든이 2015년에 사망하여 우울감에 2016년 대선 출마를 포기하였다. 그래서 바이든 대신 빌 클린턴 전(前) 대통령의 아내인 힐러리 클린턴이 민주당 대통령 후보로 나섰다. 그러나 공화당 대선 후보로 출마한 도널드 트럼프에 의해 낙선하였다.

### 2020년 대선
조 바이든은 2020년 11월 대선에서 민주당 소속으로 나와, 미국의 제45대 대통령(공화당 소속) 도널드 트럼프 와 팽팽한 신경전을 벌였고, 결과적으로는 바이든이 승리하였다. 하지만 투표 이후에 트럼프는 미국 각주에 부정투표라며 소송을 걸어, 재검표를 요구하기도 하였지만 결과적으로 승자는 바뀌지 않았다.
대선에서 현직 대통령을 이긴 것은 1992년 대선에서 빌 클린턴 전 대통령이 조지 H. W. 부시 전 대통령으로부터 승리한 이후 최초이다. 또한 바이든은 취임 당시 78세 61일로 미국 역대 최고령 대통령이 되었으며, 2021년 1월 20일(현지시각 정오)에 제46대 대통령으로 취임 하였다.

### 대통령 재임 시절
2022년 7월 대한민국의 한미동맹친선협회는 버락 오바마와 도널드 트럼프를 이어 조 바이든에게 '배지성'이란 한국식 이름을 선물하였다.

## 정치적 견해
조 바이든은 온건 민주당원(Moderate Democrat) 및 중도주의자라 여겨지며, 좀 더 최근에는 좌익쪽으로 더 성향이 바뀌었다고 여겨진다.
그는 2009년 미국 회복 및 재투자법의 재정 지출 확대, 오바마 행정부가 제시한 사회기반시설에 대한 지출 확대 , 암트랙과 버스, 지하철 등을 포함한 대중 교통에 대한 보조금, 오바마 행정부의 2014년 예산 회계연도 내 군비감축 등을 지지하였다. 미국의 2017년 감세 및 일자리 법의 법인세 인하에 대하여 부분적 취소를 주장하였고 이 부분적 취소가 기업의 고용력을 해치지 않는다고 하였다. 그는 북미자유무역협정 [NAFTA]과 환태평양 경제 동반자 협정에 찬성했다. 바이든은 환자보호 및 부담적정보험법 [ACA, 이른바 오바마케어]의 확고한 지지자이다. 그는 트럼프 행정부의 일부 감세를 되돌려 기금에 사용하여, 오바마 케어를 확대할 계획을 추진하고 있다. 바이든의 계획은 미국인의 97%까지 건강보험 적용 범위를 확대하는 것을 목표로 하며, 공공 복지 선택권을 만드는 것이다.
바이든은 복제권, 동성 결혼, '로 대 웨이드 사건' 결정을 지지하며, 2019년 이래로는 하이드 수정안 (낙태에 대해 연방 정부의 기금을 사용하는 걸 막는 법안)의 폐지를 지지하고 있다. 그는 북극해 국립 야생동물 보호구역 내 석유를 찾기 위한 시추 행위에 반대하고 연방 정부가 새로운 에너지원을 찾는 데 자금을 투입하는 걸 지지한다. 상원의원 시절에 경찰 단체들과 돈독한 관계를 쌓았고, 경찰 노조는 찬성하고 경찰서장들은 반대하는 경찰관들의 권리장전 정책의 주요 찬성자였다. 부통령 시절에는 경찰과의 백악관 연략 담당자 역할을 수행했다.

### 성적 지향에 관한 차별 금지
바이든은 대통령이 취임하자 마자 가장 먼저 행정명령을 내렸는 데, 그것은 성적 지향과 성 정체성에 따른 차별을 금지하는 것이었다. 이것은 "어린아이들이 그들이 화장실, 락커룸를 갈 때나 스포츠를 할 때, 금지여부에 대하여 걱정없이 무조건 배우는 것"을 포함하고 있다. 또한 "성인은 그들의 옷차림이 성적 스테레오타입과 맞지 않는다고 해서 해고되거나, 강등되거나, 잘못 대우받지 않도록 살 수 있어야 하며 직업도 가질 수 있어야 한다." 도 포함되어 있다. 이것은 종교단체가 만일 이것을 신앙의 이유로 지키지 않을 경우, 정부의 보조금을 잃을 위기에 처했다는 비판이 있다.

## 개인 생활
바이든은 독실한 로마 가톨릭교회 신도이다. 그는 여러 모임에서 자신이 아일랜드 출신 로마 가톨릭 신도임을 자랑스럽게 여긴다고 발언하였다. 또한 그가 좋아하는 시인은 아일랜드 출신의 셰이머스 히니이다. 또 그는 자신의 멘토를 로버트 버드 라고 밝힌적이 있다. 조 바이든은 자신의 대통령 취임식 때 가문에서 사용하던 두에-렝스 성경에 손을 얻고 취임선서를 했다. 바이든은 존 F. 케네디 이후 미국 역사상 2번째 가톨릭 신자 대통령이다.
그러나 바이든은 낙태 합법화 문제와 관련해 미국 가톨릭주교회의와 큰 충돌을 빚기도 하였는데, 2019년 11월 민주당 경선 유세차 사우스 캐롤라이나 주 플로렌스 지역에 위치한 성 안토니오 성당에서 열린 주일미사에 참석했을 때 본당 신부였던 로버트 모레이 신부는 그의 영성체를 거절하였다. 그가 낙태를 강력히 반대하는 로마 가톨릭교회의 가르침에 반하는 정치활동을 공개적으로 하고 있다는 것이 이유였다. 이에 뉴욕대교구장인 티모시 들란 추기경은 자신이라면 영성체를 거부하지 않았을 것이란 입장을 밝혔다. 바이든이 대통령으로 당선된 후인 2021년 11월, 미국 가톨릭주교회의는 바이든 대통령에 대한 영성체 거부를 하지 않을 것이라는 결론을 내렸다.

## 학력
- 아키메어 아카데미 졸업
- 델라웨어 대학교 학사
- 시러큐스 대학교 법학대학원 법무박사

## 역대 선거 결과
| 선거명      | 직책명                        | 대수  | 정당   | 득표율 | 득표수 (선거인단)    | 결과 | 당락                     |
| ----------- | ----------------------------- | ----- | ------ | ------ | -------------------- | ---- | ------------------------ |
| 1970년 선거 | 카운티의원 (뉴캐슬 제4선거구) | 92대  | 민주당 | 55.41% | 10,573표             | 1위  | 뉴캐슬 카운티의원 당선   |
| 1972년 선거 | 상원의원(델라웨어 제2부)      | 93대  | 민주당 | 50.48% | 116,006표            | 1위  | 델라웨어주 상원의원 당선 |
| 1978년 선거 | 상원의원(델라웨어 제2부)      | 96대  | 민주당 | 57.96% | 93,930표             | 1위  | 델라웨어주 상원의원 당선 |
| 1984년 선거 | 상원의원(델라웨어 제2부)      | 99대  | 민주당 | 60.11% | 147,831표            | 1위  | 델라웨어주 상원의원 당선 |
| 1990년 선거 | 상원의원(델라웨어 제2부)      | 102대 | 민주당 | 62.68% | 112,918표            | 1위  | 델라웨어주 상원의원 당선 |
| 1996년 선거 | 상원의원(델라웨어 제2부)      | 105대 | 민주당 | 60.04% | 165,465표            | 1위  | 델라웨어주 상원의원 당선 |
| 2002년 선거 | 상원의원(델라웨어 제2부)      | 108대 | 민주당 | 58.22% | 135,253표            | 1위  | 델라웨어주 상원의원 당선 |
| 2008년 선거 | 상원의원(델라웨어 제2부)      | 111대 | 민주당 | 64.69% | 257,539표            | 1위  | 델라웨어주 상원의원 당선 |
| 2008년 선거 | 미국의 부통령                 | 47대  | 민주당 | 67.84% | 69,456,897표 (365명) | 1위  | 미국의 부통령 당선       |
| 2012년 선거 | 미국의 부통령                 | 47대  | 민주당 | 61.71% | 65,915,796표 (332명) | 1위  | 미국의 부통령 당선       |
| 2020년 선거 | 미국의 대통령                 | 46대  | 민주당 | 51.31% | 81,268,867표 (306명) | 1위  | 미국의 대통령 당선       |

## 수훈
- 엘리스섬 명예훈장(미국, 1992년 4월 26일)
- 테라 마리아나 십자훈장 기사장(에스토니아, 2004년 2월 5일)
- 파키스탄 훈장(파키스탄, 2008년 10월 28일)
- 코소보 자유 훈장(코소보, 2009년 5월 21일)
- 성 기오르기 승리 훈장(조지아, 2009년 7월 22일)
- 삼성 훈장 사령관십자장(라트비아, 2011년 4월 1일)
- 이라크 헌신 메달(이라크, 2011년 4월 1일)
- 보야카 훈장 특훈기사 대십자장(콜롬비아, 2016년 11월 17일)
- 대통령 자유 훈장(미국, 2017년 1월 12일)
- 우크라이나 자유 훈장(우크라이나, 2017년 1월 17일)
- 리투아니아 게디미나스 대공 훈장 사령십자장(리투아니아, 2018년 7월 7일)
- 이스라엘 대통령 메달(이스라엘, 2022년 7월 14일)
- 비타우타스 대공 훈장 대십자장(리투아니아, 2023년 7월 11일)

## 같이 보기
- 조 바이든 행정부
- 미국의 대통령